# Ron Carroll
Ron Carroll (* 1968 in Chicago) ist ein US-amerikanischer DJ und Musikproduzent. Er wurde vor allem als Sänger internationaler House-Produktionen bekannt.
In jungen Jahren sang Carroll im örtlichen Kirchenchor. DJ wurde er Ende der 1980er Jahre. Mit My Prayer erschien 1993 die erste House-Single mit seinem Gesang. 2000 wurde er mit den French-House-Singles My Love (produziert von Kluster) und Lucky Star (produziert von Superfunk) auch außerhalb Amerikas bekannt.